# 앨릭 더글러스흄
히슬의 흄 남작 알렉산더 프레더릭 더글러스흄(Alexander Frederick Douglas-Home, Baron Home of the Hirsel, KT, PC, 1903년 7월 2일~1995년 10월 9일)은 영국의 정치인이다. 보수당 소속으로, 1963년부터 1964년까지 1년 간 총리를 지냈다. 두 차례 외무장관(1960~1963, 1970~1974)을 역임하기도 하였다.
제13대 흄 백작 찰스 더글러스흄의 장남으로 런던에서 태어나, 조상들의 고향 스코틀랜드 버릭셔 주에서 자랐다.
1931년부터 1945년까지 하원의원을 지내다가, 외교 정책을 위한 합동 정무 차관이 되었다. 1951년, 부친 사망 후 작위를 이어받아 14대 흄 백작이 되었고, 귀족으로서 상원의원이 되었다. 1955년에는 영국 연방 국가들의 관계를 위한 정책을 맡는 장관, 1957년에는 상원의장이 되었다.
1963년 해럴드 맥밀런의 뒤를 이어 총리에 취임하였다. 전통적으로 총리는 하원 출신이어야 하며, 흄은 당시 하원의원이 아니었기 때문에 일부 보수당원들은 그의 총리 선출에 항의하였다. 총리 취임 나흘 뒤, 그는 자기 당대에 한해 흄 백작의 작위를 포기하였다.
흄은 1964년 10월 총선거에서 노동당에게 패함에 따라 총리직과 상원의원직을 사임하였고, 다시 하원의원에 선출되었다.
1975년 엘리자베스 2세는 흄 에게 남작작위를 부여하였고, 그는 다시 상원의원이 되었다.
1995년 10월 9일 92세의 나이로 버윅셔 주 콜드스트림에서 사망하였다.

## 서훈
- 1962년 시슬 훈장(스코틀랜드 최고훈장)
- 1975년 종신 히슬의 흄 남작위(Baron Home of the Hirsel of Coldstream in the County of Berwick, Life Peer) 서임